# 39
Il 39 (XXXIX in numeri romani) è un anno  del I secolo.

## Eventi

### Impero romano
- 1º gennaio - Caligola inaugura il secondo consolato, che eserciterà per 30 giorni.
- Gaio Ofonio Tigellino (futuro capo dei pretoriani con Nerone) viene bandito da Roma per aver compiuto adulterio con la sorella dell'imperatore Caligola.
- Caligola ordina la costruzione di un ponte di barche lungo due miglia per collegare Baiae con Puteoli.
- Erode Agrippa I, re di Giudea, accusa il tetrarca di Galilea e Perea Erode Antipa di aver cospirato contro Caligola. Antipa viene quindi esiliato e Agrippa ottiene i suoi territori.
- Caligola costituisce due nuove legioni (Legio XV Primigenia e Legio XXII Primigenia) in vista di una nuova campagna militare in Germania. Ma la spedizione viene interrotta a causa di una cospirazione guidata da Cassio Cherea. Nonostante non sia mai giunto in Germania, Caligola si fa proclamare "vittorioso" e ordina in suo onore un trionfo.
- Caligola ordina la costruzione di una statua di se stesso da porre nel Tempio di Gerusalemme. Publio Petronio, governatore della Siria e incaricato di erigere la statua, affronta una grande sollevazione popolare degli Ebrei della regione (riuscendo a non eseguire mai il compito assegnatogli da Caligola).
- Filone di Alessandria guida una delegazione di Ebrei a Roma per protestare delle dure condizioni di vita a cui sono sottoposti ad Alessandria d'Egitto.

### Asia
- In Vietnam le Sorelle Trưng organizzano la resistenza contro l'influenza dell'Impero cinese.

## Nati
- 3 novembre - Marco Anneo Lucano, poeta latino († 65)
- 30 dicembre - Tito, imperatore romano († 81)
- Giulia Drusilla, nobildonna romana († 41)

## Morti
- Gaio Calvisio Sabino, magistrato romano
- Gneo Cornelio Lentulo Getulico, politico, militare e poeta romano
- Marco Emilio Lepido, nobile romano (n. 6)

## Calendario
| Calendario 39 | Calendario 39 | Calendario 39 | Calendario 39 | Calendario 39 | Calendario 39 | Calendario 39 | Calendario 39 | Calendario 39 | Calendario 39 | Calendario 39 | Calendario 39 | Calendario 39 | Calendario 39 | Calendario 39 | Calendario 39 | Calendario 39 | Calendario 39 | Calendario 39 | Calendario 39 | Calendario 39 | Calendario 39 | Calendario 39 | Calendario 39 | Calendario 39 | Calendario 39 | Calendario 39 | Calendario 39 | Calendario 39 | Calendario 39 | Calendario 39 | Calendario 39 | Calendario 39 |
| ------------- | ------------- | ------------- | ------------- | ------------- | ------------- | ------------- | ------------- | ------------- | ------------- | ------------- | ------------- | ------------- | ------------- | ------------- | ------------- | ------------- | ------------- | ------------- | ------------- | ------------- | ------------- | ------------- | ------------- | ------------- | ------------- | ------------- | ------------- | ------------- | ------------- | ------------- | ------------- | ------------- |
|               | 1             | 2             | 3             | 4             | 5             | 6             | 7             | 8             | 9             | 10            | 11            | 12            | 13            | 14            | 15            | 16            | 17            | 18            | 19            | 20            | 21            | 22            | 23            | 24            | 25            | 26            | 27            | 28            | 29            | 30            | 31            |               |
| Gennaio       | Gi            | Ve            | Sa            | Do            | Lu            | Ma            | Me            | Gi            | Ve            | Sa            | Do            | Lu            | Ma            | Me            | Gi            | Ve            | Sa            | Do            | Lu            | Ma            | Me            | Gi            | Ve            | Sa            | Do            | Lu            | Ma            | Me            | Gi            | Ve            | Sa            |               |
| Febbraio      | Do            | Lu            | Ma            | Me            | Gi            | Ve            | Sa            | Do            | Lu            | Ma            | Me            | Gi            | Ve            | Sa            | Do            | Lu            | Ma            | Me            | Gi            | Ve            | Sa            | Do            | Lu            | Ma            | Me            | Gi            | Ve            | Sa            |               |               |               |               |
| Marzo         | Do            | Lu            | Ma            | Me            | Gi            | Ve            | Sa            | Do            | Lu            | Ma            | Me            | Gi            | Ve            | Sa            | Do            | Lu            | Ma            | Me            | Gi            | Ve            | Sa            | Do            | Lu            | Ma            | Me            | Gi            | Ve            | Sa            | Do            | Lu            | Ma            |               |
| Aprile        | Me            | Gi            | Ve            | Sa            | Do            | Lu            | Ma            | Me            | Gi            | Ve            | Sa            | Do            | Lu            | Ma            | Me            | Gi            | Ve            | Sa            | Do            | Lu            | Ma            | Me            | Gi            | Ve            | Sa            | Do            | Lu            | Ma            | Me            | Gi            |               |               |
| Maggio        | Ve            | Sa            | Do            | Lu            | Ma            | Me            | Gi            | Ve            | Sa            | Do            | Lu            | Ma            | Me            | Gi            | Ve            | Sa            | Do            | Lu            | Ma            | Me            | Gi            | Ve            | Sa            | Do            | Lu            | Ma            | Me            | Gi            | Ve            | Sa            | Do            |               |
| Giugno        | Lu            | Ma            | Me            | Gi            | Ve            | Sa            | Do            | Lu            | Ma            | Me            | Gi            | Ve            | Sa            | Do            | Lu            | Ma            | Me            | Gi            | Ve            | Sa            | Do            | Lu            | Ma            | Me            | Gi            | Ve            | Sa            | Do            | Lu            | Ma            |               |               |
| Luglio        | Me            | Gi            | Ve            | Sa            | Do            | Lu            | Ma            | Me            | Gi            | Ve            | Sa            | Do            | Lu            | Ma            | Me            | Gi            | Ve            | Sa            | Do            | Lu            | Ma            | Me            | Gi            | Ve            | Sa            | Do            | Lu            | Ma            | Me            | Gi            | Ve            |               |
| Agosto        | Sa            | Do            | Lu            | Ma            | Me            | Gi            | Ve            | Sa            | Do            | Lu            | Ma            | Me            | Gi            | Ve            | Sa            | Do            | Lu            | Ma            | Me            | Gi            | Ve            | Sa            | Do            | Lu            | Ma            | Me            | Gi            | Ve            | Sa            | Do            | Lu            |               |
| Settembre     | Ma            | Me            | Gi            | Ve            | Sa            | Do            | Lu            | Ma            | Me            | Gi            | Ve            | Sa            | Do            | Lu            | Ma            | Me            | Gi            | Ve            | Sa            | Do            | Lu            | Ma            | Me            | Gi            | Ve            | Sa            | Do            | Lu            | Ma            | Me            |               |               |
| Ottobre       | Gi            | Ve            | Sa            | Do            | Lu            | Ma            | Me            | Gi            | Ve            | Sa            | Do            | Lu            | Ma            | Me            | Gi            | Ve            | Sa            | Do            | Lu            | Ma            | Me            | Gi            | Ve            | Sa            | Do            | Lu            | Ma            | Me            | Gi            | Ve            | Sa            |               |
| Novembre      | Do            | Lu            | Ma            | Me            | Gi            | Ve            | Sa            | Do            | Lu            | Ma            | Me            | Gi            | Ve            | Sa            | Do            | Lu            | Ma            | Me            | Gi            | Ve            | Sa            | Do            | Lu            | Ma            | Me            | Gi            | Ve            | Sa            | Do            | Lu            |               |               |
| Dicembre      | Ma            | Me            | Gi            | Ve            | Sa            | Do            | Lu            | Ma            | Me            | Gi            | Ve            | Sa            | Do            | Lu            | Ma            | Me            | Gi            | Ve            | Sa            | Do            | Lu            | Ma            | Me            | Gi            | Ve            | Sa            | Do            | Lu            | Ma            | Me            | Gi            |               |